# قانون گودهارت
قانون گودهارت (انگلیسی: Goodhart's law) یک مثل است که از نام چارلز گودهارت بریتانیایی ریشه گرفته است که این که این ایده را در مقاله‌ای در سال ۱۹۷۵ بر روی سیاست پولی در انگلستان، مشکلات مدیریت پول: تجربه انگلستان مطرح کرد. این قانون چنین بیان می‌شود.
هرگونه نظم آماری مشاهده شده در صورتی که با هدف کنترل، تحت فشار قرار گیرد، مستعد فروریختن خواهد بود.
این مفهوم در ابتدا برای انتقاد به سیاست‌های پولی دولت مارگارت تاچر نخست‌وزیر بریتانیا، مورد استفاده قرار گرفت و در حال حاضر نیز در بسیاری از حوزه‌های اقتصادی کاربرد دارد. برای مثال وقتی اهداف و سیاست‌های به خصوصی را تعیین می‌کنیم، افراد تلاش خواهند کرد تا رفتار خود را بر مبنای آن‌ها بهینه کنند و به سایر خروجی‌ها و نتایج توجه نخواهند کرد.

## پیشینه
ایده مطرح شده در قانون گودهارت بیان می‌دارد که هرگاه یک معیار اقتصادی به عنوان شاخصی برای وضعیت اقتصاد انتخاب شود، به دلیل تلاش افراد برای دستکاری آن معیار به منظور دستیابی به نتایج مطلوب، دیگر کارکرد خود را به عنوان شاخص از دست خواهد داد. با این حال، این مفهوم ریشه‌های قدیمی‌تری دارد و حداقل یک ایده مشابه به نام قانون کمبل، با قدمتی که به سال ۱۹۶۹ برمی‌گردد، پیش از بیان گودهارت وجود داشته است. همچنین، کتاب «دانش علمی و مسائل اجتماعی آن» نوشته جروم راوتز در سال ۱۹۷۱ نیز به این موضوع اشاره دارد، هرچند که قانون مشابهی را به‌طور صریح بیان نمی‌کند. راوتز توضیح می‌دهد که چگونه سیستم‌ها به‌طور کلی می‌توانند مورد سوءاستفاده قرار گیرند، به ویژه در مواردی که اهداف یک وظیفه پیچیده و ظریف هستند و افراد ماهر در انجام آن وظایف، اهداف شخصی خود را بر اهداف تعیین‌شده ترجیح می‌دهند. تبدیل این اهداف به معیارها می‌تواند معادل ادعای گودهارت و کمبل تلقی شود.
پس از انتشار قانون گودهارت، ایده‌های مشابه دیگری نیز مطرح شدند، از جمله نقد لوکاس در سال ۱۹۷۶. در علم اقتصاد، این قانون به‌طور ضمنی در مفهوم انتظارات عقلانی نیز وجود دارد؛ نظریه‌ای که بیان می‌کند افراد آگاه از سیستم پاداش و تنبیه، رفتارهای خود را در آن سیستم بهینه می‌کنند تا به نتایج دلخواه برسند. برای مثال، اگر به کارمندی بر اساس تعداد خودروهای فروخته شده در هر ماه پاداش داده شود، او تلاش خواهد کرد تا تعداد بیشتری خودرو بفروشد، حتی اگر به ضرر باشد. اگرچه این قانون در ابتدا در زمینه واکنش‌های بازار مطرح شد، اما پیامدهای عمیقی برای انتخاب اهداف سطح بالا در سازمان‌ها دارد. جان دانیلسون این قانون را به این صورت بیان می‌کند: «هر رابطه آماری هنگامی که برای اهداف سیاست‌گذاری استفاده شود، از بین خواهد رفت.» او همچنین یک نتیجه فرعی برای استفاده در مدل‌سازی ریسک مالی پیشنهاد می‌کند: «یک مدل ریسک هنگامی که برای اهداف نظارتی استفاده شود، از بین می‌رود.» ماریو بیاجیولی نیز این مفهوم را به پیامدهای استفاده از معیارهای تأثیر استنادی برای تخمین اهمیت انتشارات علمی مرتبط می‌داند و معتقد است که تمام معیارهای ارزیابی علمی در معرض سوءاستفاده قرار دارند.

## مثال‌ها
اعلامیه سانفرانسیسکو در مورد ارزیابی پژوهش، مشکلات متعددی را در علم محکوم می‌کند که یکی از آن‌ها، همان‌طور که قانون گودهارت توضیح می‌دهد، تبدیل شدن سنجش به هدف است. برای مثال، با گسترش استفاده از شاخص اچ، همبستگی بین این شاخص و جوایز علمی کاهش یافته است. همچنین، معیار انقراض اتحادیه بین‌المللی حفاظت از طبیعت می‌تواند برای حذف حمایت‌های زیست‌محیطی مورد استفاده قرار گیرد، که این امر منجر به محافظه‌کارانه‌تر شدن IUCN در برچسب‌گذاری گونه‌ها به عنوان منقرض شده شده است.
در حوزه مراقبت سلامت، استفاده نادرست از معیارها می‌تواند به نتایج نامطلوب منجر شود. به عنوان مثال، بیمارستان‌هایی که برای کاهش طول مدت بستری تلاش می‌کنند، ممکن است ناخواسته بیماران را زودتر از موعد ترخیص کنند و در نتیجه، میزان پذیرش مجدد در بخش اورژانس افزایش یابد. به گفته تام و دیوید چیورز در کتاب «چگونه اعداد را بخوانیم»، این قانون در واکنش دولت بریتانیا به همه‌گیری کووید-۱۹ نیز مصداق پیدا کرد، زمانی که هدف انجام ۱۰۰٬۰۰۰ آزمایش کووید-۱۹ در روز را اعلام کرد. تعداد آزمایش‌های تشخیصی مفید بسیار کمتر از تعداد گزارش شده توسط دولت بود، در حالی که دولت اعلام کرد به این هدف رسیده است. در شنود (مجموعه تلویزیونی) شبکه اچ‌بی‌او نیز، شخصیت رولند «پرزبو» پرایزبیلووسکی بین سیاست آموزش و پرورش عمومی مبنی بر «آموزش برای آزمون» و بهبود آمار جرم از طریق طبقه‌بندی مجدد جرایم به عنوان «دستکاری آمار» تشابهاتی قائل می‌شود. او اشاره می‌کند که هر دوی اینها نمونه‌هایی از استراتژی‌هایی هستند که در ایجاد بهبودهای اساسی در یادگیری و ایمنی عمومی ناکارآمد هستند، زیرا به معیارهای ناکارآمد نمرات آزمون‌های استاندارد و نرخ‌های جرم گزارش شده توجه می‌کنند.